# Тула — Шостка — Київ (газопровід)
Тула — Шостка — Київ — один із газопроводів великого діаметру, який з'єднує газотранспортні системи Росії та України.
Будівництво газопроводу пов'язане з розробкою гігантського Ямбурзького газоконденсатного родовища на півночі Тюменської області Росії, продукцію якого зокрема спрямували по трубопроводу до Тули. Через цей центр однойменної області проходила траса газопроводної системи «Північний Кавказ — Центр», крім того вирішили створити можливість подальшого транспортування ямбурзького газу в напрямку Києва. Для цього проклали трубопровід Тула — Шостка — Київ загальною довжиною 490 км та діаметром 1220 мм. Будівництво розпочали в кінці 1980-х років, а введення об'єкту в експлуатацію розтягнулось на 1989—1995 рр.
Газопровід перетинає російсько-український кордон в одному коридорі із трубопроводом Дашава — Київ — Москва, проте далі дещо відхиляється на схід, проходячи повз містечка Угли, Короп, Бахмач, Мрин, Бобровиця, після чого знову сходиться із Дашава — Київ — Москва.
Більш ніж через 10 років після спорудження об'єкту — у 2008-му — на ньому ввели в дію компресорну станцію Бобровицька. Її особливістю є те, що вона одночасно обслуговує під'єднане до газопроводу Червонопартизанське підземне сховище газу. Станція обладнана сімома установками ГПА-Ц-6.3С.